# Mynoparmena dilatata
Mynoparmena dilatata är en skalbaggsart som först beskrevs av Aurivillius 1926.  Mynoparmena dilatata ingår i släktet Mynoparmena och familjen långhorningar. Inga underarter finns listade i Catalogue of Life.